# 1981-es magyar vívóbajnokság
Az 1981-es magyar vívóbajnokság a hetvenhatodik magyar bajnokság volt. A férfi tőrbajnokságot május 10-én rendezték meg, a párbajtőrbajnokságot május 14-én, a kardbajnokságot május 15-én, a női tőrbajnokságot pedig május 11-én, mindet Budapesten, a Nemzeti Sportcsarnokban.

## Eredmények
| Versenyszám          | Arany                       | Arany | Ezüst                      | Ezüst | Bronz                    | Bronz |
| -------------------- | --------------------------- | ----- | -------------------------- | ----- | ------------------------ | ----- |
| Férfi tőrvívás       | Orosz Gyula Bp. Honvéd      |       | Balla Zoltán MTK-VM        |       | Szelei István Bp. Honvéd |       |
| Férfi párbajtőrvívás | Pásztor Szabolcs Bp. Honvéd |       | Pethő László Újpesti Dózsa |       | Erdős Sándor BVSC        |       |
| Férfi kardvívás      | Gedővári Imre Újpesti Dózsa |       | Gerevich Pál Vasas SC      |       | Bujdosó Imre BSE         |       |
| Női tőrvívás         | Győrffy Katalin Vasas SC    |       | Szőcs Zsuzsanna MTK-VM     |       | Bóbis Ildikó BVSC        |       |